# Eugen Fischer-Baling
Eugen Fischer-Baling (bis 15. August 1951 Eugen Fischer) (* 9. Mai 1881 in Balingen; † 18. Januar 1964 in Berlin) war ein deutscher Bibliothekar, Historiker, Politologe, evangelischer Theologe und Schriftsteller.

## Leben und Wirken
Eugen Fischers Vater war der Schirm- und Kammmachermeister Friedrich Fischer (1847–1924), seine Mutter Pauline Fischer, geborene Sting (1852–1934). 1915 heiratete er die Konzertsängerin Berta Josepha Steinwender (1890–1949).

### Im Kaiserreich
Fischer entstammte einer politisch aktiven Familie. Sein Großvater väterlicherseits war ein Achtundvierziger. Zunächst besuchte Eugen Fischer in Balingen die Volks- und Lateinschule, dann die einem Gymnasium entsprechenden, kirchlich geführten Seminare in Maulbronn und Blaubeuren. Nach der Reifeprüfung 1899 und dem einjährig-freiwilligen Dienst bei der württembergischen Infanterie nahm er in Tübingen das Studium von Theologie und Philosophie auf. Hier besuchte er vor allem Veranstaltungen von Christoph Sigwart. Während seines Studiums wurde er 1899 Mitglied der burschenschaftlichen Verbindung Normannia Tübingen. Nach der ersten theologischen Dienstprüfung 1904 war er des Pfarrerlebens bald überdrüssig. Er wandte sich wieder dem Universitätsbetrieb zu. 1905 gewann er den ersten Preis der evangelisch-theologischen Fakultät für die wissenschaftliche Beschäftigung mit Reformatorischen Flugschriften der Jahre 1520/5.
Am 21. März 1906 wurde er vom Kirchendienst als Vikar in Betzingen (Dekanat Reutlingen) beurlaubt; dort hatte er seit dem 19. Juli 1905 gewirkt. Tatsächlich gab er den Pfarrdienst auf, um in Berlin historische Studien bei Dietrich Schäfer, Max Lenz und Michael Tangl zu betreiben. 1908 wurde er mit einer Arbeit über Patriziat Heinrich III. und Heinrich IV. im Fach Geschichte an der Philosophischen Fakultät laudabile promoviert. Ein Jahr später reichte er die auf seiner Preisarbeit von 1905 basierende theologische Dissertation Die Frage der kirchlichen Ausnützung ein. Ab dem 21. Januar 1909 konnte er sich Lizenzat der Theologie nennen. Seine rite (ausreichend) bewerteten Leistungen waren in Tübingen heftig umstritten und wurden wohl nur aufgrund des Preises von 1905, des bereits in Berlin erworbenen Doktorgrades, der verkündeten Habilitationsabsicht und vor allem aufgrund des Votums seines Referenten Karl Müller gebilligt. Die Verquickung wissenschaftlicher und politischer Fragen ist für Fischer-Balings Dissertationen charakteristisch.
Noch 1909 wurde Fischer-Baling Privatdozent für Kirchengeschichte an der Berliner Universität. Schon die Habilitationsschrift, eine unpubliziert gebliebene Studie zu Luthers Römerbriefvorlesung von 1515/16, wurde für die Verantwortlichen zu einem Problem. Sie war eine Apologie Martin Luthers. Sein Widerspruch in religiösen und kirchenpolitischen Fragen führte zum Bruch mit dem angesehenen Theologen Adolf von Harnack. 1913 schied er aus dem Universitätsdienst aus, um in der jungkonservativen, bei Studenten beliebten Zeitschrift Die Tat als scharfzüngiger Publizist zu wirken. Mit Beginn des Ersten Weltkriegs wurde er Soldat. Im Mai 1915 wurde er verwundet. Er genas nur unvollständig, so dass er nach einem kurzen Einsatz bei Verdun in die militärische Stelle des Auswärtigen Amtes, die spätere Auslandsabteilung der Obersten Heeresleitung, gerufen wurde. Er verfasste Propagandaschriften mit religiösen Rechtfertigungen für Soldaten, die im Krieg gegen Gebote Gottes verstoßen mussten. Nach dem Ersten Weltkrieg kritisierte er die Glorifizierung von Hindenburg als Gott-Vater und Ludendorff als Heiliger Geist. Der Nimbus der beiden basierte auf der Schlacht bei Tannenberg und der Schlacht an den Masurischen Seen (August / September 1914).

### In der Weimarer Republik und im Nationalsozialismus
In den Monaten nach Kriegsende blieb Fischer-Baling im Auswärtigen Amt angestellt, bis er im Herbst 1919 von Conrad Haußmann aufgefordert wurde, Sekretär des Untersuchungsausschusses der Nationalversammlung zur Aufklärung der Kriegsschuldfrage zu werden. Später begleitete er die entsprechenden Ausschüsse des Reichstags auch als Sachverständiger und, seit 1923, als Generalsekretär.
Als Privatmann verbreitete er zugleich seine Geschichtsauffassung. 1925 legte er seine Studie Holsteins Großes Nein. Die deutsch-englischen Bündnisverhandlungen von 1898–1901 vor. 1928 gab er die deutsche Ausgabe der Memoiren des zeitweiligen französischen Präsidenten Raymond Poincaré heraus. Im selben Jahr veröffentlichte er eine detaillierte Schilderung über Die kritischen 39 Tage von Sarajewo bis zum Weltbrand. Darin wies er Russland die Hauptverantwortung für den Ausbruch des Ersten Weltkriegs zu. 1930 wurde es unter dem Titel 1914, die letzten Tage vor dem Weltbrand von Richard Oswald verfilmt, Fischer-Baling hält darin einen erklärenden Vortrag in der Einleitung.
Als Demokrat kritisierte er die Weimarer Republik. Bei aller Sympathie für Ebert, Stresemann, Rathenau und andere vermisste er bei der Mehrzahl der Verantwortlichen den offensiven revolutionären Geist und kritisierte, dass der Begriff der Nation den gegen die Republik gerichteten Kräften überlassen worden sei. Derartige Gedanken, 1932 in seinem Buch Volksgericht formuliert, fanden ein Echo bei Gebildeten wie Thomas Mann, erreichten aber nicht mehr die breite Öffentlichkeit. 1933 wurde das Volksgericht auf die Schwarze Liste gesetzt, die den Nationalsozialisten als Grundlage für die inszenierte Bücherverbrennung diente.
Bereits 1928 hatte ihm Reichstagspräsident Paul Löbe die Position des Direktors der Reichstagsbibliothek verschafft. Neben seiner Tätigkeit beim Untersuchungsausschuss kümmerte sich Fischer-Baling nun um theoretische Fragen des Bibliothekswesens.
Dass Fischer-Baling trotz seiner demokratisch-republikanischen Gesinnung – zeitweise war er Mitglied der linksliberalen DDP – seine Stellung als hoher Beamter 1933 nicht verlor, ist in erster Linie auf eine bei den Vorgesetzten vorhandene Abneigung gegen seinen potentiellen Nachfolger, den NS-Historiker Walter Frank, zurückzuführen. Geholfen hatte dabei vermutlich auch, dass er sich im Mai 1933 mit einem opportunistischen Schreiben seinem Vorgesetzten, dem Reichstagspräsidenten Hermann Göring, andiente.

### Nach 1945
Nach Kriegsende hielt Fischer-Baling Vorträge an Universitäten und Volkshochschulen, sprach im Rundfunk, publizierte in Zeitungen, Zeitschriften und Büchern. Doch in politische Führungsgremien wurde er – anders als erhofft – nicht berufen.
Zuvor war er am 24. Oktober 1945 von der amerikanischen Militärpolizei festgenommen worden, weil man ihn für den namensgleichen NS-Eugeniker Eugen Fischer hielt. Erst nach mehreren Interventionen, unter anderem durch Paul Löbe, Theodor Heuss und Ferdinand Friedensburg, gelang es, die amerikanischen Besatzungsbehörden von Fischer-Balings Unschuld zu überzeugen und seine Freilassung am 29. Dezember 1945 zu erwirken. Um einer Verwechslung künftig zu entgehen, nannte er sich fortan nach seinem Heimatort konsequent Fischer-Baling; diesen Namen hatte er schon zuvor gelegentlich als Schriftstellernamen benutzt. 1951 wurde die Namensänderung amtlich anerkannt. Auch seine Nachkommen haben das Recht, diesen Namens-Zusatz zu tragen.
Im Mai 1946 übernahm er auf Anregung von Ferdinand Friedensburg eine Dozentur an der Bergakademie Freiberg/Sachsen. Dort geriet er bald ins Visier der neuen kommunistischen Machthaber und wurde nach zwei Jahren von den Lehrverpflichtungen entbunden.
Eine akademische Heimat fand Fischer-Baling darauf an der traditionsreichen Deutschen Hochschule für Politik (DHfP) in Berlin. Als er im Tagesspiegel vorschlug, in deren Rahmen ein Übungsparlament zur Schärfung des demokratischen Bewusstseins einzurichten, wurde Otto Suhr aufmerksam und gewann ihn als Dozenten für die DHfP, das spätere Otto-Suhr-Institut (OSI) der FU Berlin. 1949 wurde er dort außerordentlicher Professor, 1953 ordentlicher Professor für politische Wissenschaft an der Freien Universität Berlin. 1954 erfolgte seine Emeritierung, er lehrt jedoch bis 1963 weiter. Ein Angebot, in die Bundestagsbibliothek nach Bonn zu wechseln, schlug er aus. In der Hauptsache mit Fragen der internationalen Beziehungen beschäftigt (1960 erschien seine unorthodoxe Theorie der auswärtigen Politik), publizierte er auch zu organisatorischen und theoretischen Problemen seines Fachs. Von ihm stammt der ideologisch zunächst neutrale Terminus Politologie.
Fischer-Baling verfasste neben wissenschaftlichen und journalistischen Werken auch Romane, Theaterstücke und Gedichte. Einen gewissen Bekanntheitsgrad erreichten sein emphatischer Luther-Roman Das Reich des Lebens (1918) sowie seine trotz der Entstehung während der NS-Zeit in einem antitotalitären Sinne interpretierbare Tragödie Canossa über die Auseinandersetzung zwischen dem späteren Kaiser Heinrich IV. und Papst Gregor VII.; sie wurde 1942 in Gera uraufgeführt.
Am 18. Januar 1964 erlag Fischer-Baling im Alter von 82 Jahren einem Krebsleiden.

## Werke
- Der Patriziat Heinrichs III. und Heinrichs IV., Berlin 1908.
- Woodrow Wilsons Entschluss: politische Szenen, Berlin: Curtius [1918].
- Das Reich des Lebens: Martini Luthers Taten und Abenteuer in seinen jungen Jahren, Berlin: Paetel 1918.
- Kriegsschuldfrage und Außenpolitik, Berlin: Dt. Verl.-Ges. für Politik u. Geschichte 1923.
- Holsteins großes Nein: die deutsch-englischen Bündnisverhandlungen von 1898–1901, Berlin: Dt. Verl.-Ges. für Politik 1925.
- Die kritischen 39 Tage: von Sarajewo bis zum Weltbrand / von Eugen Fischer, Berlin: Ullstein 1928.
- Der seelische Zusammenbruch im Weltkrieg, Leipzig [u. a.]: Teubner 1932 (Teubners Quellensammlung für den Geschichtsunterricht. Reihe 4, Geschichtliche Problematik; 18).
- Volksgericht: die Deutsche Revolution von 1918 als Erlebnis und Gedanke, Berlin: Rowohlt 1932.
- "Feinde ringsum": eine kritische Betrachtung, Berlin 1946.
- Walter Rathenau: ein Experiment Gottes; Rede gehalten am 24. Juni 1952 bei der Walter Rathenau-Gedenkfeier der Deutschen Hochschule für Politik, Berlin: Weiss 1952.
- Besinnung auf uns Deutsche: eine Geschichte der nationalen Selbsterfahrung und Weltwirkung, Düsseldorf: Verl. f. Politische Bildung 1957.
- Theorie der auswärtigen Politik, Köln [u. a.]: Westdeutscher Verlag 1960 (Die Wissenschaft von der Politik; 6).